# Ulrich Berges
Ulrich Berges (* 25. Dezember 1958 in Münster) ist deutscher römisch-katholischer Alttestamentler.

## Leben
Ulrich Berges besuchte das Kardinal-von-Galen-Gymnasium seiner Heimatstadt. Nach dem Abitur 1977 trat er 1978 in die Ordensgemeinschaft der Herz-Jesu-Missionare ein. Er studierte Philosophie und Katholischen Theologie in Salzburg (Vordiplom) (1978–1980), im Hauptstudium  katholische Theologie in Rom an der Päpstlichen Universität Gregoriana (1980–1983) und im Lizentiatsstudium der Bibelwissenschaften am Päpstlichen Bibelinstitut in Rom (1983–1986: Lizentiat „summa cum laude“). Nach der Priesterweihe am 30. Juni 1984 absolvierte er ein Promotionsstudium an der École Biblique in Jerusalem (1986–1988). Nach der Promotion 1988 „summa cum laude“ zum Thema: „Die Verwerfung Sauls“ lehrte er an der Facultad de Teología Pontificia y Civil de Lima (Peru) in Theologie und Exegese des Alten Testaments (1989–1994), wo er Director des Centro de Investigaciones Teológicas (CINTE) und Herausgeber der Revista Teologica Limense (RTLi) war. Während des Habilitationsstudiums an der Kath. Theol. Fakultät in Münster 1994–1998 war er vorläufiger Geschäftsführer des „Arbeitskreises zur Erforschung der Kultur und Religion des Antiken Vorderen Orients“ in Münster (AZERKAVO) 1995–1997. Nach der Habilitation im Januar 1998: „Das Buch Jesaja. Komposition und Endgestalt“ wurde er zum ordentlichen Universitätsprofessor im Fach der „alttestamentlichen Exegese“ an der Universität Nimwegen zum 1. Mai 1998 berufen, wo er von 2003 bis 2005 directeur onderzoek („Forschungsdekan“) war. 
Am 1. Juni 2005 wurde Berges in Nachfolge von Erich Zenger zum ordentlichen Universitätsprofessor im Fach der „alttestamentlichen Exegese“ und Direktor des Seminars für die Zeit- und Religionsgeschichte des Alten Testaments an der Universität Münster berufen. Seit 15. September 2005 war er Sprecher des Centrums für die Geschichte und Kultur des östlichen Mittelmeerraumes (GKM) an der WWU. Von November 2007 bis Juni 2009 war er Mitglied im Vorstand des Exzellenzclusters „Religion und Politik in der Moderne und Vormoderne“ an der WWU und Projektleiter „Göttliche Gewalt in der Hebräischen Bibel“. Seit 2009 lehrt er als Nachfolger von Frank-Lothar Hossfeld als Professor für alttestamentliche Wissenschaft an der Universität Bonn.
Berges hatte Gastprofessuren am Päpstlichen Bibelinstitut in Rom und an der Facultad de Teologia Pontificia y Civil de Lima. Von 2011 bis 2015 war er Vertreter der Bonner Katholisch-Theologischen Fakultät auf dem Fakultätentag. Seit 2011 ist er Mitglied im Advisory Board von Estudios Biblicos (Madrid). Seit 2011 ist er Mitglied der Glaubenskommission (I) der Deutschen Bischofskonferenz. Seit 2012 ist er Active Member der Catholic Biblical Association of America (CBA). Seit Mai 2012 ist er Mitglied der Nordrhein-Westfälischen Akademie der Wissenschaften und Künste. Seit Juni 2013 ist er außerordentlicher Professor an der Theologischen Fakultät der Universität Pretoria. Von 2014 bis 2018 war er Mitglied des Kuratoriums des Stipendienwerkes Lateinamerika-Deutschland e.V. (ICALA). Seit 2014 ist er Mitglied des Akademischen Gremiums des Theologischen Studienprogramms Albertus Magnus. Seit 2017 ist er Mitglied des Dependency Cluster der Universität Bonn.